# Henri Oreiller
Pour les articles homonymes, voir Oreiller (homonymie).
Henri Oreiller est un skieur alpin et pilote automobile français, né le 5 décembre 1925 à Paris, où il est mort le 7 octobre 1962. Il a été le premier champion olympique français de ski alpin, en remportant la descente et le combiné en 1948 à Saint-Moritz. Pilote automobile après son retrait des pistes, il meurt des suites d'un accident de course.

## Biographie
Ses parents, Léon Oreiller, originaire de Rhêmes-Notre-Dame (Val d'Aoste), et Marguerite Favre, originaire de Val-d'Isère (Savoie), vivent à Paris et vont en vacances à Val-d'Isère pour faire les foins et séjourner chez Armante Favre, la sœur de Marguerite, qui tenait le café Favre dans le vieux village. Henri est venu vivre chez sa tante Armante à l'âge de 6 ans.
Ses parents quittent Paris en 1940 avant le début de la guerre et viennent tenir le café avec Armante. Léon fait office de coiffeur. Ils achètent quelques vaches. Puis Léon entre à la STVI (Société des Téléphériques de Val-d'Isère) avec entre autres, Jules Costa. Pendant la guerre, il fait le pain avec Gaston Moris. M. et Mme Oreiller ouvrent un magasin de sport sur le front de neige en 1948, puis une boulangerie en face de l'école primaire.
Henri Oreiller a toujours été un skieur audacieux, qui enfant et adolescent s'entrainait seul à Val-d'Isère. Il fut champion de Savoie puis champion de France. Il est toujours resté très attaché au village de son enfance, envoyant des cartes postales à chaque course à l'abbé Charvin, curé du village, Charles Diebold et au docteur Frédéric Petri, qui fut président du club des sports et maire de la commune, et qui l'emmenait souvent en course avec sa Bugatti. Il se marie à Val-d'Isère le 20 décembre 1956 avec Gisèle Léger de Voiron.
Ayant appris à skier par lui-même, son style de ski lui était particulier et ne correspondait pas aux techniques et méthodes enseignées au point que ses premiers succès en compétition ont surpris les observateurs de l'époque ; souvent à la limite de la chute, défiant les lois de l'équilibre, il parvenait à se rétablir dans des positions invraisemblables. Surnommé le Parisien de Val d'Isère ou le Fou descendant, il devient le premier champion olympique de descente en 1948 à Saint-Moritz avec la marge record de 4 s 1 sur son dauphin.
Héros des Jeux olympiques de 1948, il remporte également la médaille d'or du combiné et la médaille de bronze dans le slalom spécial. 
Passionné de vitesse, Henri Oreiller abandonne le ski alpin en 1952 pour se consacrer à la course automobile. Il trouve la mort le 7 octobre 1962 à la suite d'une sortie de route sur l'autodrome de Linas-Montlhéry lors des coupes du Salon au volant d'une Ferrari 250 GTO, son décès est prononcé à Paris. Il avait 36 ans. Son nom est ultérieurement donné à un challenge annuel, celui du Meilleur pilote de montagne.
À sa sépulture à Val-d'Isère, où il repose au côté de son épouse, des témoignages innombrables sont parvenus du monde entier tant il était admiré : des États-Unis, du Japon, d'Australie, etc. Il lui reste à Val d'Isère une famille proche et il a également de la famille plus éloignée à Lyon et dans les environs. Une piste rouge de Val d'Isère arrivant à La Daille est baptisée "OK" pour Oreiller Killy en hommage à ces deux formidables descendeurs.

## Palmarès

### Jeux olympiques d'hiver
| Épreuve / Édition    | Descente | Slalom géant                     | Slalom | Combiné                          |
| JO 1948 Saint-Moritz | Or       | Épreuve inexistante à cette date | Bronze | Or                               |
| JO 1952 Oslo         | 14e      | 16e                              | —      | Épreuve inexistante à cette date |

Légende :
- : première place, médaille d'or
- : deuxième place, médaille d'argent
- : troisième place, médaille de bronze
- : pas d'épreuve
- — : Non disputée par Henri Oreiller

### Championnats du monde
| Épreuve / Édition    | Descente    | Slalom géant                     | Slalom | Combiné                          |
| JO 1948 Saint-Moritz | Or          | Épreuve inexistante à cette date | Bronze | Or                               |
| Mondiaux 1950 Aspen  | Disqualifié | 4e                               | 35e    | Épreuve inexistante à cette date |
| JO 1952 Oslo         | 14e         | 16e                              | —      | Épreuve inexistante à cette date |

Légende :
- : première place, médaille d'or
- : deuxième place, médaille d'argent
- : troisième place, médaille de bronze
- : pas d'épreuve
- — : Non disputée par Henri Oreiller

### Arlberg-Kandahar
- Meilleur résultat : 2e place dans les slaloms 1947 et 1950 à Mürren

### Championnats de France
- Champion de France du combiné quatre épreuves (descente, slalom, saut, fond) en 1943 et 1944[2]
- Champion de France de Slalom spécial en 1947
- Champion de France de la descente, du slalom et du combiné en 1948[2]

### Autres en ski alpin
- Vainqueur de la Coupe Harriman aux États-Unis en s'adjugeant à la fois la descente, le slalom et le combiné

### Course automobile
Après des participations épisodiques comme copilote de compétition automobile puis comme pilote amateur de 1949 à 1956, sa véritable carrière s'étale de 1957 (rallye Mont-Blanc-Iseran) à 1962 (coupe du Salon).

Titre :
- Champion de France en catégorie tourisme en 1959 (copilotes Marbaque et le Dr Yves Auriacombe, lui-même responsable de la course de côte du Mont-Dore) ;

Victoires :
- Catégorie Tourisme amélioré au Rallye du Mont-Blanc en 1957 (sur Alfa Romeo)[4] ;
- Tour de France automobile en 1959 remporté à l'indice de performance (sur Alfa Romeo Giulietta) ;
- Grand Prix de Bruxelles (course GT 1.3L. + T et 3L.) en 1961 (sur Alfa Romeo Giulietta) ;
- Rallye Lyon-Charbonnières en 1961 (sur Alfa Romeo Giulietta SZ avec Fernand Masoero), et 1962 (sur Ferrari 250 GTO) ;
- Rallye de l'Armagnac en 1961 en catégorie Grand Tourisme (sur Alfa Romeo Giulietta SZ) ;
- Coupe de Paris à Montlhéry en 1961 (sur Ferrari 250 GTO - circuit) ;
- Coupe du Salon à Montlhéry en 1961 (sur Ferrari 250 GTO - circuit) ;
- Rallye de Lorraine en 1962 (et 1er en catégorie Grand Tourisme, sur Ferrari 250 GTO) ;
- Rallye du Limousin en 1962 (sur Ferrari 250 GTO) ;
- Course de côte Gex - Col de la Faucille, catégorie Grand Tourisme, en 1962 (sur Ferrari 250 GTO (GT SWB))[5] ;
- Grand Prix d'Albi, en 1962 (sur Ferrari 250 GTO, en GT - circuit) ;

Podiums notables :
- 2e du tour de Corse en 1958 et 1959 en Tourisme ((Alfa Romeo Giulietta TI) ;
- 2e du tour de France automobile en 1958 et 1959 en Tourisme avec Fernand Masoero (Alfa Romeo Giulietta TI à deux reprises) ;
- 2e du tour de France automobile en 1962 en Grand Tourisme avec Jo Schlesser (Ferrari 250 GTO, vainqueurs de 10 épreuves spéciales sur 14) ;
- 3e du rallye Lyon-Charbonnières en 1958 ;
- 3e du tour de Corse en 1959 (au général) ;
- 3e des 1 000 kilomètres du Nürburgring en 1962 (Ferrari 250 GT SWB, avec Roger de Lageneste).